# 老塘湖藝術村
老塘湖藝術村（Lao Tang Lake Art Village）是台南的知名觀光景點，位在學甲區東郊豐和里，市道171號旁的閩式古風藝術園區。
老塘湖藝術村原為廢棄魚塭，並非古蹟。是由出身高雄左營的藝術家匡乙（原名匡進福）以30多年時間收集、價購來自彰化鹿港，鹽水月津，台南安平等地被拆除的140餘間，年代在100-300年間的老舊廢棄建材，以巧妙手法重新運用，打造成一座荒城古鎮，並取名為「老塘湖藝術村」。

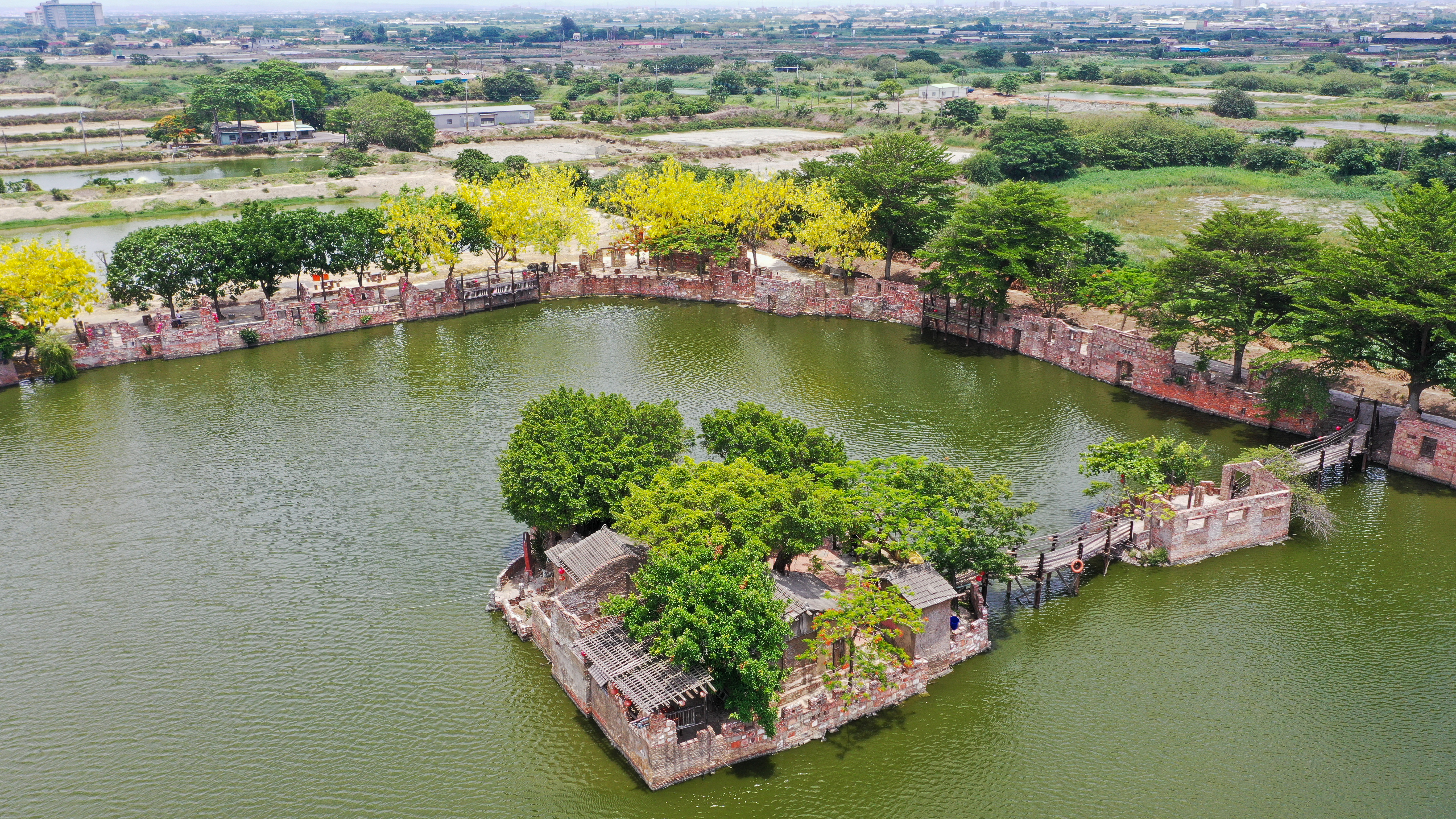
老塘湖藝術村

一說為閒置養鴨場域。

## 創作理念
透過「風化、殘破、簡陋」三元素，憑著對古老城鎮的想像和個人的認知理解，加上身為畫家對視覺色彩的敏銳，完成老塘湖藝術村的呈現（心中輪廓仍有一部分待完成）。
老塘湖裡老樹湖景、古厝城牆、樓閣拱橋、門板土牆、大紅燈籠，隨便找個位置或坐或站，都是取景紀錄的好題材。
將有文化價值存在的古物，透過藝術創作的主題，殘破簡陋創舊概念，再賦予老物件新的生命，帶著生活歷史的記憶，遺留給台灣下一代最棒的禮物，是畫家匡乙堅持的初心與使命任務。

## 電視電影取材
- 金錢男孩 男主角梁飛的老家
- 戲說台灣
- 電視劇春梅取景場地。[5]